# مركز المدينة (ليكسينغتون)
مركز المدينة (ليكسينغتون) (بالإنجليزية: City Center) المعروف سابقا باسم سنتر بوينت، هو مشروع تطوير متعدد الاستخدامات يقع في قلب ليكسينغتون بولاية كنتاكي الأمريكية. يتكون المشروع من برج مكاتب بارتفاع 12 طابقًا، وفندقين، ومساحات تجارية للبيع بالتجزئة، بالإضافة إلى موقف سيارات كبير. بدأ تشييد المشروع في أوائل عام 2016 واكتمل في أوائل عام 2019.

## التاريخ
كان مركز المدينة جزءًا من خطة واسعة النطاق لتجديد وسط مدينة ليكسينغتون. واجه المشروع عدة تأخيرات وعقبات، من بينها صعوبات مالية وتعديلات متكررة على التصميمات الأصلية. ومع ذلك، انطلق البناء رسميًا في يناير 2016، واكتملت الأعمال بحلول أوائل عام 2019.

## المكونات
يتألف مشروع مركز المدينة من:
- برج مكاتب مكون من 12 طابقًا بارتفاع يبلغ حوالي 240 قدمًا (73 مترًا).

- فندق ماريت ليكسينغتون سيتي سنتر (بالإنجليزية: Marriott Lexington City Center)، وهو فندق كامل الخدمات.

- فندق ريزيدنس إن ليكسينغتون سيتي سنتر (بالإنجليزية: Residence Inn Lexington City Center)، المخصص للإقامة الطويلة.

- مساحات تجارية مخصصة للمحلات والمطاعم في الطابق الأرضي.

- موقف سيارات يتسع لحوالي 700 مركبة.

## الأهمية
ساهم مركز المدينة في تحديث مشهد وسط ليكسينغتون العمراني، وأصبح أحد أبرز المعالم الجديدة في المدينة. كما وفر المشروع فرص عمل جديدة، وساهم في تعزيز النشاط الاقتصادي المحلي وقطاع الضيافة.